# 배틀쉽 (영화)
《배틀쉽》(영어: Battleship)는 2012년에 개봉한 미국의 밀리터리 SF 액션 영화이다. 피터 버그가 감독하고 에릭 호버와 존 호버가 각본을 썼으며, 테일러 키치, 브루클린 데커, 리엄 니슨, 알렉산데르 스카르스고르드, 리애나 등이 출연하였다.

## 줄거리
사고뭉치 청년 앨릭스는 26번째 생일을 맞아 형 스톤과 술집에서 술을 마신다. 망나니인 동생과는 달리 해군 대위라는 멀쩡한 직업을 갖고 있는 스톤은 정 할 게 없으면 자신을 따라 군인의 길을 걷는게 어떠냐고 권유하지만 앨릭스는 들은 체도 안 하고 대신 근처에 앉아있는 금발머리 여자에게 첫눈에 반한다. 앨릭스는 망설임 없이 그녀에게 다가가 먹고 싶은 게 있으면 뭐든 사주겠다며 작업을 건다.
여자 역시 이런 작업이 익숙한지 전혀 이상해하는 기색 없이 치킨 부리토가 먹고 싶다며 당당히 응수하고 앨릭스는 곧바로 근처 가게로 달려간다. 하지만 애석하게도 가게 주인은 막 가게 문을 걸어 잠그고 나오는 상황. 앨릭스는 한 번만 해달라고 부탁하지만 여주인은 내일 다시 오라고 냉정하게 말하고는 돌아서 버린다.
결국 앨릭스는 몰래 들어가는 방식을 택하고 치킨 부리토를 들고 나오는 데 성공하지만 보안 장치를 건드리는 바람에 경찰이 출동한다. 경찰들에게 쫓기다 테이저 건을 맞은 와중에도 부리토만은 끝까지 지키며 여자 손에 쥐어주는데 성공하고 여자는 경악스러운 얼굴로 부리토를 받아든다.
문제는 이 다음부터 시작된다. 여자의 정체는 스톤의 상관 셰인 제독의 외동딸 샘이었던 것이다. 제아무리 철없는 동생이라지만 상관의 딸까지 건드려 버리자 화가 폭발한 스톤은 삐뚤어진 동생을 개과천선시키기 위해 강제로 군에 입대시킨다.
해군에서는 세계 각국 해군들이 한 데 모이는 림팩 다국적 훈련이 한창이다. 앨릭스는 군대에서도 온갖 말썽을 일으키고 퇴출 조치까지 받는다. 셰인 제독은 분명히 좋은 능력과 자질이 있음에도 불구하고 쓸 줄을 모르는 앨릭스를 한심하게 여긴다. 이런 녀석을 남자랍시고 만나고 다니는 딸아이의 생각이나 행동도 이해되지 않는다.(이 무렵 샘 또한 치킨 부리토 사건때문에 앨릭스에게 반한듯 보인다.)
훈련이 계속되던 어느 날 바다 한가운데를 떠다니는 이상한 물체가 발견된다. 처음에 군인들은 정부가 비밀리에 준비해온 초대형 프로젝트라고 생각하지만, 단순한 돌덩어리라고 생각했던 그것은 외계 생명체로 돌변해 순식간에 해군들이 타고 있던 전함을 공격하기 시작한다. 
이로 인해 해군들은 하루 아침에 전우의 절반을 무참히 잃는다. 함장과 부함장 심지어 스톤까지 공격 때문에 죽고 차기 지도자로 뽑히는 건 다름 아닌 앨릭스이다. 다른 군인들은 내일모레 쫓겨날 그가 지도자가 됐다는 사실에 아연실색한다.

## 출연
- 테일러 키치 - 앨릭스 호퍼 역
- 알렉산데르 스카르스고르드 - 스톤 호퍼 역
- 리애나 - 코라 레이크스 역
- 브루클린 데커 - 서맨사 "샘" 셰인 역
- 아사노 다다노부 - 나가타 유지 역
- 리엄 니슨 - 테런스 셰인 역
- 해미시 링클레이터 - 캘 저파타 역
- 제시 플레먼스 - 지미 '오디' 오드 역
- 존 투이 - 월터 '더 비스트' 린치 역
- 그레고리 D. 개드슨 - 믹 캐낼스 역
- 애덤 고들리 - 노그레이디 역
- 피터 맥니콜 - 국방부 장관 역
- 제리 퍼라라 - 샘프슨 스트로델 역
- 조시 펜스
- 라미 말렉
- 루이 롬바디
- 게리 그럽스